# Ptiloprora meekiana
Ptiloprora meekiana là một loài chim trong họ Meliphagidae.